# Wyszków
Wyszków este un oraș în Polonia.